# Wu'an
Wu'an (武安市S, Wǔ'ānP) è una città-contea della Cina, situata nella provincia di Hebei e amministrata dalla prefettura di Handan.